# Saint-Eutrope-de-Born
 Saint-Eutrope-de-Born  là một xã của tỉnh Lot-et-Garonne, thuộc vùng Nouvelle-Aquitaine, tây nam nước Pháp.